# Let It Flow
Let It Flow es el cuarto álbum de estudio del músico estadounidense Elvin Bishop. Fue publicado en junio de 1974 a través del sello discográfico Capricorn Records.

## Grabación y contenido
Let It Flow se grabó y mezcló en Capricorn Studios, en Macon, Georgia. Johnny Sandlin produjo el álbum mientras que Sam Whiteside se desempeñó como ingeniero de audio. Let It Flow contenía once canciones. Siete de los temas fueron escritos por el propio Bishop. El álbum también incluyó canciones escritas por compositores de country establecidos. Esto incluyó a Hank Williams y Merle Haggard. Let It Flow también incluía una versión del estándar de Lightnin' Hopkins, «Honey Babe». Los músicos de sesión incluyen a Dickey Betts de The Allman Brothers Band, Toy Caldwell de The Marshall Tucker Band, Charlie Daniels y Sly Stone.

## Lanzamiento
Let It Flow fue publicado en junio de 1974 por Capricorn Records y se convirtió en el cuarto álbum de estudio de Bishop. Se publicó como un LP de vinilo, con cinco canciones en el “lado uno” y seis canciones en el “lado dos” del disco. A diferencia de sus lanzamientos de estudio anteriores, Let It Flow se posicionó en el número 100 en la lista Top LPs & Tape de la revista Billboard–convirtiéndose en el primer álbum de Bishop en entrar en la lista.

## Promoción
El álbum incluía tres sencillos. El primero en ser publicado fue «Stealin' Watermelons» en junio de 1973. A pesar de recibir difusión en estaciones de radio, «Stealin' Watermelons» no logró posicionarse en las listas musicales. El segundo sencillo publicado fue «Travelin' Shoes» en agosto de 1974. La canción se convirtió en el primer gran éxito de Bishop, alcanzando el puesto número 61 en la lista Hot 100. También se convirtió en un gran éxito en la lista canadiense RPM Top Singles, alcanzando también el número 61. El tercer y último sencillo lanzado fue «Let It Flow» en enero de 1975.

## Recepción de la crítica
Un escritor no especificado de la revista Cash Box declaró: “Ha pasado mucho tiempo para el antiguo guitarrista rítmico de Paul Butterfield's Band, pero ahora parece que está listo para explotar con la vitalidad acumulada tras una década de arduo trabajo. Capricorn se ha convertido en el hogar de muchos artistas y es evidente que Elvin está contento con este nuevo entorno de grabación”. Un escritor no especificado de Billboard comentó: “Simplemente un álbum delicioso del tan esperado ex alumno de rock blues de la banda de Paul Butterfield. Rodeado por la élite de los músicos de rock sureño característicos de Capricorn, el trabajo de guitarra de Bishop despega y se eleva alrededor de su voz relajada”.

## Lista de canciones
Todas las canciones escritas y compuestas por Elvin Bishop, excepto donde esta anotado. 
| Lado uno |                        |                   |          |  |
| N.º      | Título                 | Escritor(es)      | Duración |  |
| 1.       | «Sunshine Special»     | Apple Jack        | 3:44     |  |
| 2.       | «Ground Hog»           |                   | 3:30     |  |
| 3.       | «Honey Babe»           | Lightnin' Hopkins | 3:20     |  |
| 4.       | «Stealin' Watermelons» |                   | 4:02     |  |
| 5.       | «Travelin' Shoes»      |                   | 7:10     |  |

| Lado dos |                               |               |          |  |
| N.º      | Título                        | Escritor(es)  | Duración |  |
| 1.       | «Let It Flow»                 |               | 3:52     |  |
| 2.       | «Hey Good Lookin'»            | Hank Williams | 3:43     |  |
| 3.       | «Fishin'»                     |               | 4:26     |  |
| 4.       | «Can't Go Back»               |               | 3:27     |  |
| 5.       | «I Can't Hold Myself in Line» | Merle Haggard | 2:39     |  |
| 6.       | «Bourbon Street»              |               | 2:16     |  |

## Créditos y personal
Créditos adaptados desde las notas de álbum de Let It Flow.
Músicos
- Elvin Bishop– voz principal, guitarra eléctrica y acústica, slide guitar
- John Vernazza – guitarra eléctrica y acústica, slide guitar, coros
- Michael “Fly” Brooks – guitarra bajo
- Don Baldwin – batería, coros
- Phil Aaberg – piano, clavinet

Músicos adicionales
- Dickey Betts – guitarra eléctrica
- Toy Caldwell – guitarra de acero con pedal
- Charlie Daniels – violín tradicional, guitarra acústica, tabla de lavar, coros
- Johnny Sandlin – guitarra acústica y eléctrica, pandereta
- Sly Stone – órgano
- Steve Miller – piano
- Paul Hornsby – órgano
- Billy Meeker – batería
- Jerome Joseph – conga
- David Walshaw – pandereta
- Randall Bramblett – saxofón
- David Brown – saxofón
- Harold Williams – saxofón
- Vassar Clements – cuerdas
- Gideon Daniels – coros
- Mickey Thomas – coros
- Jo Baker – coros
- Annie Sampson – coros

## Posicionamiento
| Gráfica (1974)                            | Pico de posición |
| ----------------------------------------- | ---------------- |
| Estados Unidos (Billboard Top LPs & Tape) | 100              |